# Коропец (приток Стрижня)
Коропец (укр. Коропець) — приток Стрижня, протекающий по Кролевецкому району Сумской области и Коропскому району Черниговской области. Протекает только через один населённый пункт село Добротово Кролевецкого района Сумской области. На востоке имеет три спрямлённых русла, идущие от болотистой местности. Впадает в одно из спрямлённых русел Стрижня у села Ранок. Согласно изданию «Чернігівщина: Енциклопедичний довідник», Коропец — левый приток Десны.